# Sullivan (banda)
Sullivan é uma banda cristã de rock, de Greensboro Carolina do Norte, Estados Unidos. Banda que já lançou dois álbuns Hey ,I'm a Ghost em 2006 e Cover Your Eyes em 2007.

## História
Criada em 1991 Sullivan é mais uma banda do selo Tooth and Nail Records, mas seu primeiro álbum chegou apenas em 2006 o Hey I'm a Ghost, em 5 de junho de 2007 a banda lança um álbum com mais exito o Cover Your Eyes . Phil Chamberlain é irmão de Spencer Chamberlain muito conhecido na cena cristã e líder do Underoath. Phil tocava em uma banda de metalcore junto com Tyson Shipman, This Runs Through.
E o baterista Mike Lawrence ex-Heartscarved e tecladista do Curse Your Name. os 3 se juntaram primeiramente criando o Sullivan e por consequencia chegaram outros integrantes.As faixas Tell me i'm wrong, F-Stop são as mais apreciadas pelos fans da banda.
Em 10 de novembro de 2007, a banda lançou uma nota na internet que não seguira tocando junto. Pondo em fim o fim do Sullivan.

## Membros

### Formação atual
- Brooks Paschal - Vocal
- Zach Harward - Baixo
- Phil Chamberlain - Bateria
- Tyson Shipman - Guitarra
- Jeremy Stanton - Guitarra

### Ex-integrantes
'Metal' Mike Lawrence - Bateria

## Discograpia
- Count the Time in Quarter Tones (EP, Forsaken Recordings, 2003)
- Hey, I'm a Ghost (Tooth & Nail Records, 24 janeiro de 2006.)
- Cover Your Eyes (Tooth & Nail Records, 5 junho de 2007.)

## Musicas Principais
- Down Here, We All Float
- The Process
- F-Stop
- Tell Me I'm Wrong
- Goodbye, Miss Havisham